# Erzbistum Chihuahua
Das Erzbistum Chihuahua (lat.: Archidioecesis Chihuahuensis, span.: Arquidiócesis de Chihuahua) ist eine römisch-katholische Erzdiözese mit Sitz in Chihuahua (Mexiko).

## Geschichte
Das Bistum Chihuahua wurde am 23. Juni 1891 durch Papst Leo XIII. mit der Apostolischen Konstitution Illud in primis aus Gebietsabtretungen des Erzbistums Durango errichtet und diesem als Suffraganbistum unterstellt. Am 6. Mai 1950 gab das Bistum Chihuahua Teile seines Territoriums zur Gründung der Mission sui juris Tarahumara ab. Eine weitere Gebietsabtretung erfolgte am 10. April 1957 zur Gründung des mit der Apostolischen Konstitution In similitudinem Christi errichteten Bistums Ciudad Juárez.
Am 22. November 1958 wurde das Bistum Chihuahua durch Papst Johannes XXIII. mit der Apostolischen Konstitution Supremi muneris Nostri zum Erzbistum erhoben. Das Erzbistum Chihuahua gab am 25. April 1966 Teile seines Territoriums zur Gründung der mit der Apostolischen Konstitution In Christi similitudinem errichteten Territorialprälatur Madera ab. Eine weitere Gebietsabtretung erfolgte am 11. Mai 1992 zur Gründung des mit der Apostolischen Konstitution Qui de Ecclesiis errichteten Bistums Parral. Am 17. November 1995 gab das Erzbistum Chihuahua der Apostolischen Konstitution Cum praelatura Teile seines Territoriums an das Bistum Cuauhtémoc-Madera.

## Ordinarien

### Bischöfe von Chihuahua
- José de Jesús Ortíz y Rodríguez, 1893–1901, dann Erzbischof von Guadalajara
- Nicolás Pérez Gavilán y Echeverría, 1902–1919
- Antonio Guízar y Valencia, 1920–1958

### Erzbischöfe von Chihuahua
- Antonio Guízar y Valencia, 1958–1969
- Adalberto Almeida y Merino, 1969–1991
- José Fernández Arteaga, 1991–2009
- Constancio Miranda Weckmann, seit 2009